# ホシメキシコインコ
ホシメキシコインコ（Aratinga euops）は、オウム目インコ科に分類される鳥類。

## 分布
キューバ固有種

## 形態
全長32cm。全身は緑色の羽毛で被われる。頭部や喉、腿に赤い斑紋が入る。尾羽下面の色彩は黄褐色。翼前部や下面の小雨覆の色彩は赤い。風切羽下面の色彩は淡黄緑色。
眼の周囲が羽毛が無く、青みがかった白い皮膚が露出する。虹彩は黄色。嘴の色彩は灰白色。後肢の色彩は黒みがかった灰褐色。

## 生態
原生林周辺のサバンナ内にあるヤシが生えた常緑樹林、農耕地などに生息する。ペアもしくは家族群を形成し生活するが、数百羽に達する大規模な群れを形成することもある。サクラボウシインコと混群を形成する
食性は植物食で、植物の芽、花、果実、種子などを食べる。
繁殖形態は卵生。4-7月に樹洞やキツツキの古巣、樹上棲シロアリの蟻塚に、1回に2-5個の卵を産む。抱卵期間は22-23日。雛は孵化してから45-50日で巣立つ。

## 人間との関係
オレンジ、グアバ、コーヒー、トウモロコシ、パパイアなどを食害する害鳥とみなされることもある。
開発による生息地の破壊、害鳥としての駆除、ペット用の乱獲などにより生息数は激減している。キューバでは法的に保護の対象とされ生息地の一部が保護区に指定されているが、密猟や密輸がされることもある。青年の島では19世紀後半に絶滅したが、再導入された。